# باب پراکتور
باب پراکتور (انگلیسی: Bob Proctor؛ ۵ ژوئیهٔ ۱۹۳۴ – ۳ فوریهٔ ۲۰۲۲) استادی اهل کانادا بود که در زمینه بهبود فردی فعالیت می‌کرد و خود را به عنوان یک فیلسوف معرفی می‌کرد. وی بیشتر به خاطر کتاب پرفروش ثروتمند متولد می‌شوید (۱۹۸۴) در نیویورک تایمز و همکاری در فیلم راز شناخته شده بود. باب پراکتور عقیده دارد که تصویر مثبت از خود برای دستیابی به موفقیت حیاتی بود، و اغلب به قانون جذب اشاره می‌کرد. کلیه کتاب‌هایی که وی تألیف کرد، همچنین سمینارهایی برگزار می‌کرد و فیلم‌های به اشتراک گذاشته بود، دربرگیرنده این موضوع بودند.

## زندگی و حرفه

### سال‌های اول
پراکتور در کودکی تصور ضعیفی از خود داشت و جاه طلب نبود. در دوران دبیرستان تحصیل را رها کرد و هیچ برنامه ای برای آینده نداشت. پراکتور در آتش‌نشانی در تورنتو مشغول کار بود که با مردی آشنا شد. او کتاب بیندیشید و ثروتمند شوید را هنگامی که پراکتور ۲۶ سال داشت به او داد، اولین کتابی که او تا آن زمان خوانده بود. اندکی بعد، با تغییر تمرکز بر موضوع ارائه شده در این کتاب، زندگی او تغییر کرد. وی برای کمک به پرداخت بدهی خود شروع به شغل کف شویی مشغول شد و شروع به کسب درآمد از این طریق کرد.
پراکتور در ابتدا شرکتی را تأسیس کرد که خدمات نظافتی ارائه می‌داد – او اکنون سرمایه‌گذاری است که به گفته خودش، در سال آغازین کار خود بدون داشتن تحصیلات رسمی یا سابقه تجارت، بیش از ۱۰۰۰۰۰ دلار کسب کرد. او که متوجه ارزش واقعی موضوع این کتاب شده بود، برای کسب اطلاعات بیشتر در مورد این موضوع به راه افتاد.

### «کتاب تو ثروتمند به دنیا آمدی» و «فیلم راز»
پراکتور به سازمان Nightingale-Conant پیوست و در این شرکت کار کرد، حتی توسط ارل نایتینگل راهنمایی شد. از آنجا، او توانست استاد آموزه‌های توسعه فردی و ایجاد انگیزه شود. در سال ۱۹۸۴ وی کتاب شما ثروتمند متولد شدید، که Rhonda Byrne آن را کشف کرد و پراکتور درخواست کرد تا مصاحبه ای با او داشته باشد و سپس پیشنهاد شرکت در فیلم راز را به او داد، که بعداً در چندین خبر و برنامه گفتگو با وی مصاحبه کرد و توجه گسترده را جلب کرد. با وجود اینکه، برخی از موفقیت‌ها با استفاده از این روش گزارش شده‌است، اما کارشناسان مالی همچنان از عدم انجام سرمایه‌گذاری‌های صحیح احتیاط می‌کنند.

## قانون جذب
در طول مطالب خود، باب پراکتور قصد دارد تا خواننده یا مخاطب به درون خود رجوع کند. وی توضیح می‌دهد که درونیات آنها چیزی است که کنترل همه چیزهایی که به زندگی آنها وارد می‌شود را در اختیار دارد- و اینکه یک تصویر خوب از خود، یا یک الگوی یا برنامه‌نویسی بد، که حتی ممکن است با سیستم آموزشی نامناسب در ذهن ایجاد شده باشند، منجر به کسب نتایج ضعیف خواهد شد. او به جای آموزش آکادمیک، که معتقد است آسیب زیادی به فرد وارد می‌کند، بر رشد شخصی و آگاهی مردم از قوانین اساسی جهان متمرکز است.
پراکتور نتیجه‌گیری می‌کند که همه چیز در جهان دارای ارتعاش است و ارتعاشات مشابه یکدیگر را جذب می‌کنند. وی توضیح می‌دهد که ذهن و بدن ما نیز دارای ارتعاش هستند و از آنجا که انسان قادر به کنترل افکار و ارتعاشات خود است، در نتیجه قادر به کنترل نتایج خود نیز هست. وی گفته‌است هیچ چیز در زندگی یک شخص وجود ندارد که نتواند از طریق قانون جذب تغییر کند.
پراکتور عقیده دارد که حتی رکود اقتصادی نیز نتیجه باورهای بیش از حد منفی رسانه‌ها بود که باعث رکود اقتصادی شد. در مقاله ای در سال ۲۰۰۹، وال استریت ژورنال خاطرنشان کرد که اگر افرادی باور دارند که می‌توانند به سادگی تصمیم بگیرند که در رکود اقتصادی شرکت نکنند، آنها احساس شرمندگی می‌کردند.

## نقش آفرینی باب پراکتور در فیلم راز
شاید بدانید که باب پراکتور در فیلم راز به ایفای نقش پرداخته و بنابر گفته راندا برن کارگردان فیلم راز بدون باب پراکتور فیلم راز به این موفقیت جهانی دست پیدا نمی‌کرد.

## درگذشت
وی در ۳ فوریهٔ ۲۰۲۲ در سن ۸۷ سالگی درگذشت.